# Elemér Pászti
Elemér Pászti (Szolnok, 20 dicembre 1889 – Budapest, 27 ottobre 1965) è stato un ginnasta ungherese.

## Palmarès

### Olimpiadi
- 1 medaglia:
  - 1 argento (Stoccolma 1912 nel concorso a squadre)